# Nicolás Sánchez
Federico Nicolás Sánchez (* 26. Oktober 1988 in San Miguel de Tucumán) ist ein argentinischer Rugby-Union-Spieler. Er spielt auf der Position des Verbindungshalbs für den französischen Verein CA Brive und die argentinische Nationalmannschaft. Unter den argentinischen Nationalspielern hält er den Rekord für die meisten erzielten Punkte. Zu seinen Erfolgen gehört ein Europapokalsieg mit dem RC Toulon, ebenso war er Topskorer der Weltmeisterschaft 2015.

## Biografie

### Vereinskarriere
Sánchez’ erster Verein war der Tucumán Lawn Tennis Club, für den er ab 2007 in der Regionalmeisterschaft Torneo Regional del Noroeste spielte. Drei Jahre später schloss er sich dem Auswahlteam Pampas XV an, das in der Saison 2011 am südafrikanischen Vodacom Cup teilnahm und diesen auch für sich entschied. Im Juli 2011 unterschrieb er beim eben erst aufgestiegenen französischen Erstligisten Union Bordeaux Bègles einen Einjahresvertrag mit einer Option auf ein weiteres Jahr und kam am 26. November gegen die SU Agen zu seinem ersten Einsatz in der Top 14. Im Januar 2012 verletzte er sich in einem Spiel des European Challenge Cup 2011/12 gegen Aviron Bayonnais und zog sich dabei eine schwere Verstauchung des Knöchels mit Riss zu. Im Dezember 2013 gab der Vereinspräsident bekannt, dass der im Juni des folgenden Jahres auslaufende Vertrag nicht verlängert wird. Nachdem er einige Monate vereinslos gewesen war, wurde Sánchez im September 2014 vom amtierenden Meister RC Toulon verpflichtet.
Sein Verein gewann den European Rugby Champions Cup 2014/15 und war mit Sánchez sehr zufrieden, doch er kehrte nach nur einer Saison nach Argentinien zurück und schloss sich den Jaguares an, einem neu gegründeten Franchise in der internationalen Liga Super Rugby. Drei Jahre in Folge war er daraufhin der beste Punkteskorer seines Teams; bestes Ergebnis war das Erreichen des Viertelfinals in seiner letzten Saison. Im Mai 2018 unterschrieb er wieder bei einem französischen Verein, und zwar bei Stade Français. Erfolge mit dem Pariser Traditionsverein blieben jedoch weitgehend aus. Nachdem er zu Beginn der Saison 2022/23 nie eingesetzt worden war, wechselte er im November 2022 für den Rest der Saison zum CA Brive. Mit dem Abstieg des Vereins endete sein Vertrag; voraussichtlich wird er zu den Miami Sharks in der nordamerikanischen Major League Rugby wechseln.

### Nationalmannschaft
2008 nahm Sánchez mit der U20-Auswahl an der Juniorenweltmeisterschaft teil. Sein erstes Test Match für die Pumas, die argentinische Nationalmannschaft, bestritt er am 21. Mai 2010 gegen Uruguay. Er gehörte dem Kader bei der Weltmeisterschaft 2011 an und absolvierte ein Gruppenspiel, als er beim 43:8-Sieg gegen Rumänien eingewechselt wurde. Ab 2012 nahm er mit den Pumas jährlich an der Rugby Championship teil und etablierte sich als Stammspieler. Ihren ersten Erfolg in diesem Wettbewerb feierten die Argentinier am 4. Oktober 2014 gegen Australien, wobei Sánchez eine Erhöhung und drei Straftritte zum 21:17-Sieg beisteuerte.
Bei der Weltmeisterschaft 2015 trat er in der Gruppenphase gegen Neuseeland, Georgien und Tonga an, im Viertelfinale gegen Irland, im Halbfinale gegen Australien und im Spiel um Platz 3 gegen Südafrika. Mit insgesamt 97 erzielten Punkten (ein Versuch, 13 Erhöhungen, 20 Straftritte und zwei Dropgoals) war er der Topskorer dieser WM-Endrunde, vor dem Südafrikaner Handré Pollard und dem Australier Bernard Foley. Bei der Weltmeisterschaft 2019 bestritt er die Gruppenspiele gegen Frankreich, Tonga und die USA.
2020 erhielt Sánchez den Premio Konex als einer der fünf besten Rugbyspieler Argentiniens des vergangenen Jahrzehnts. Im Rahmen der Mid-year Internationals 2021 übertraf er am 10. Juni 2021 im Spiel gegen Wales als erster Argentinier überhaupt die Marke von 800 erzielten Punkten. Als die Pumas am 14. November 2020 zum ersten Mal in der Geschichte Neuseeland schlugen, erzielte Sánchez sämtliche Punkte seiner Mannschaft zum historischen 25:15-Sieg.

## Erfolge
Pampas XV:
- Sieger Vodacom Cup: 2011

RC Toulon:

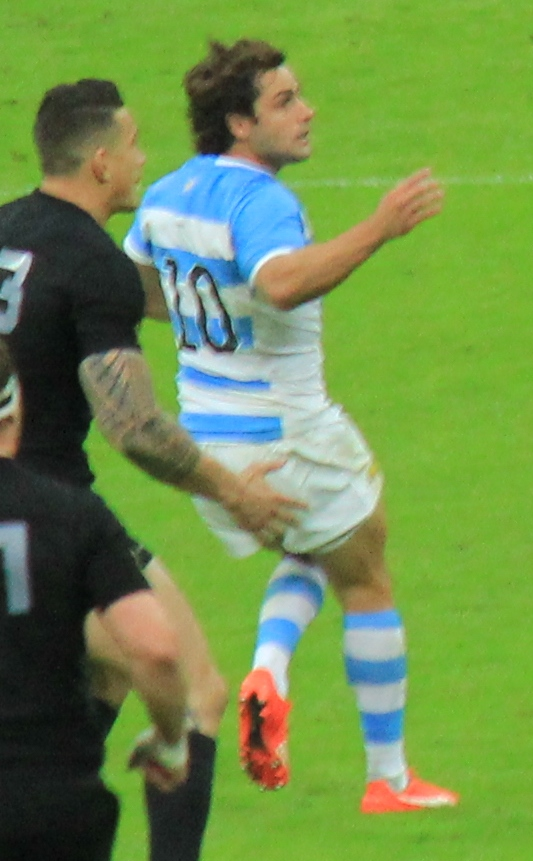
Nicolás Sánchez bei der WM 2015

- Sieger European Rugby Champions Cup: 2015

Nationalmannschaft:
- Topskorer der Weltmeisterschaft 2015